# Смокуч
Смокуч (словен. Smokuč) је насељено место у општини Жировница, Горењска регија, Словенија.

## Историја
До територијалне реорганизације у Словенији био је у саставу старе општине Јесенице.

## Становништво
У попису становништва из 2011. године, Смокуч је имао 527 становника.
| Број становника према пописима | Број становника према пописима | Број становника према пописима |
| ------------------------------ | ------------------------------ | ------------------------------ |
| 1991                           | 2002                           | 2011                           |
| 394                            | 482                            | 527                            |